# Ettore Bassi
Ettore Bassi (Bari, 16 de abril de 1970) es un actor y presentador de televisión italiano.

## Biografía
Desde joven se interesó por el mundo de la magia. Empezó a trabajar como animador turístico y en 1991 hizo su primera aparición en un programa de la Rai 1. En 1993 debutó como presentador en el programa La Banda dello Zecchino y un año después lo hizo como actor en una miniserie titulada Italian Restaurant. Desde entonces ha compaginado ambos oficios. En su faceta de actor destacan sus papeles en varias producciones italianas, entre ellas Carabinieri, Chiara e Francesco y más recientemente, en la conocida serie Comisario Rex.

## Filmografía destacada

### Cine
- Juan Pablo II (2005)
- Chiara e Francesco (2007)
- Bakhita (2009)
- San Pedro (2005)
- San Giuseppe Moscati (2007)

### Televisión
- È arrivata la felicità (2015)

## Premios
- Telegrolla de oro - Mejor actor de ficción (2003)

- Datos: Q1365844